# فرودگاه شهری سنترویل (تنسی)

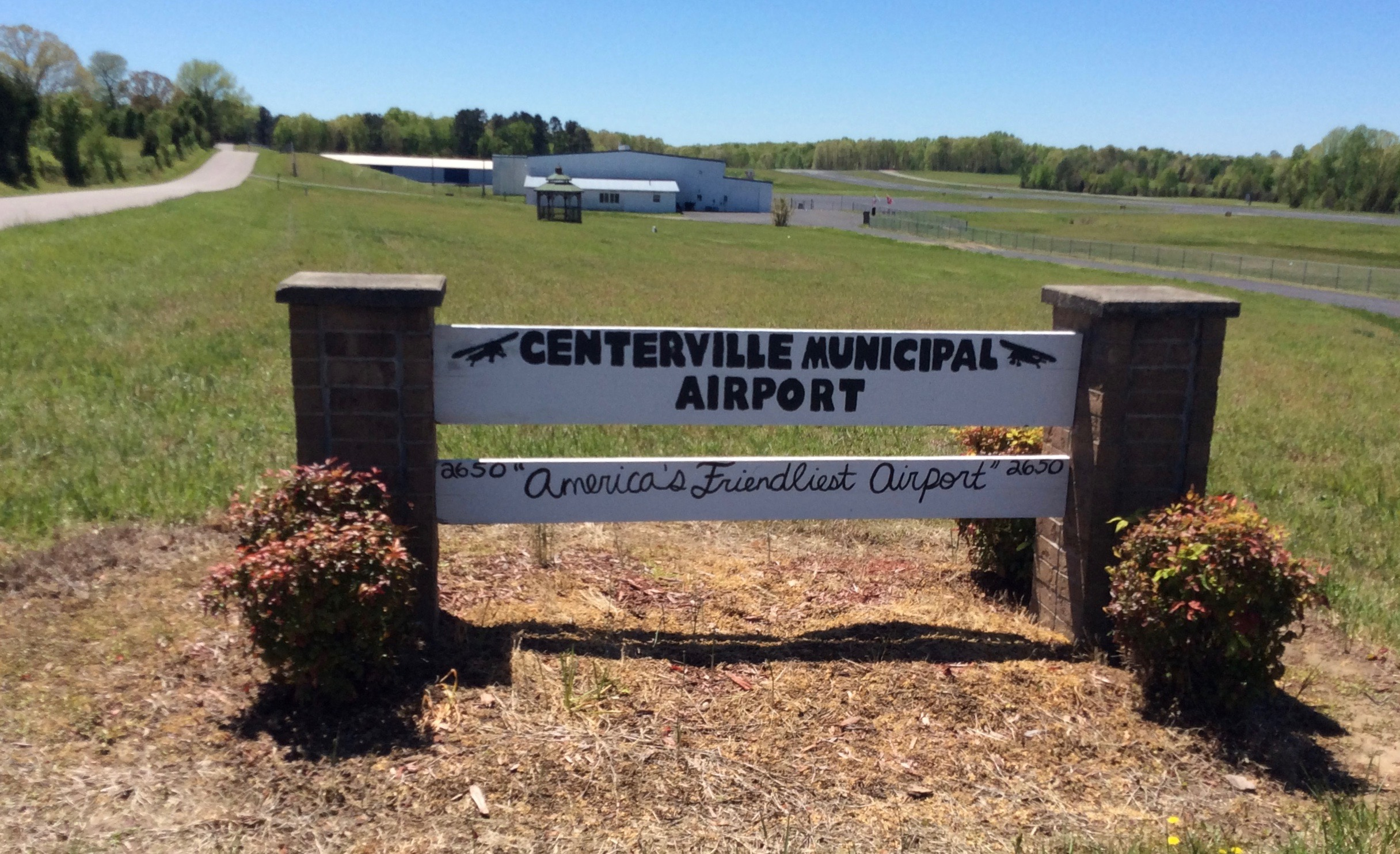
نمایی از فرودگاه شهری سنترویل، ایالات متحده آمریکا

فرودگاه شهری سنترویل (تنسی) (به انگلیسی: Centerville Municipal Airport (Tennessee)) یک فرودگاه همگانی بهره‌برداری هوایی با کد یاتا GHM است که یک باند فرود آسفالت دارد و طول باند آن ۱۲۲۰ متر است. این فرودگاه در کشور ایالات متحده آمریکا قرار دارد و در ارتفاع ۲۳۴ متری از سطح دریا واقع شده‌است.